# Lophuromys kilonzoi
Lophuromys kilonzoi är en gnagare i släktet borstpälsade möss som förekommer i östra Afrika. Arten tillhör de släktmedlemmar som har en gemensam anfader med Lophuromys flavopunctatus.
Vuxna exemplar är 11,5 till 13,9 cm långa (huvud och bål), har en 5,0 till 9,4 cm lång svans och väger 40 till 74 g. Bakfötterna är 1,9 till 2,4 cm långa och öronen är 1,6 till 2,2 cm stora. Håren på ovansidan har mörkbruna och mörk rödbruna avsnitt vad som ger ett spräckligt utseende. Undersidans päls är kanelbrun till ljusbrun. Avvikande detaljer i kraniets konstruktion skiljer Lophuromys kilonzoi från nära besläktade borstpälsade möss. Arten har en diploid kromosomuppsättning med 68 kromosomer (2n=68).
Arten har tre från varandra skilda populationer i östra Tanzania, en i Ulugurubergen, den andra i Usambarabergen och den tredje i regionen Kiberashi (på halva vägen mellan bergstrakterna). Lophuromys kilonzoi lever främst i skogar men den besöker även buskskogar, odlingsmark, grästäckta ytor nära vattenansamlingar som tidvis översvämmas och platser i utkanten av människans samhällen.
Denna gnagare äter främst ryggradslösa djur som den hittar i det översta jordlagret.
Skogsavverkningar hotar delar av beståndet. I utbredningsområdet inrättades minst en nationalpark och flera andra skyddszoner. I några skogar är Lophuromys kilonzoi sällsynt men i andra områden är den vanligt förekommande. IUCN listar arten som livskraftig (LC).